# Hecalapona vilhena
Hecalapona vilhena är en insektsart som beskrevs av Delong 1981. Hecalapona vilhena ingår i släktet Hecalapona och familjen dvärgstritar. Inga underarter finns listade i Catalogue of Life.